# Marine Boy
Marine Boy es un videojuego creado en 1982 por la empresa Orca.

## Objetivo del juego
El jugador toma aquí el papel de un nadador que debe llegar al fondo del mar para encontrarse con una sirena. Para llegar allí, antes deberá esquivar numerosos obstáculos, como tortugas marinas, meduzas, tiburones, etc.
A su vez, también se pueden encontrar elementos benévolos, como el logotipo de la empresa fabricante del juego (una orca) y sirenitas.
Al llegar al fondo del nivel, veremos una animación en donde el hombre abraza a la sirena, la concha en donde ella está se cierra, y aparece un corazón mientras se escucha una pequeña melodía de fondo.
Después de esta escena, el juego comienza nuevamente con un nivel de dificultad mayor.